# Museu de l'Almàssera del Comte
L'Almàssera del Comte és un museu temàtic de l'oli situat a Sot de Xera (els Serrans) on s'observen les diferents fases de l'elaboració de l'oli de manera tradicional.
Forma part dels museus etnològics de la Xarxa de Museus Etnològics Locals de la Diputació de València.

## Descripció
L'any 2011 fou considert com a col·lecció museística permanent per la Generalitat Valenciana.
L'emplaçament va poder ser d'origen medieval, encara que la construcció, la maquinària i els utensilis són de principis del segle xx. L'almàssera data de l'any 1960 i consta d'un sol local d'una planta baixa, on s'ubica el molí trencador de dues grans pedres troncocòniques, de premses hidràuliques, vagonetes, termobatidora, cos de bombes i tot tipus de utillatge per a l'elaboració de l'oli.

## Funcionament
Destinada actualment a museu temàtic de l'oli, on s'observen les diferents fases de l'elaboració de l'oli de manera tradicional. La tafona disposa d'una guia audiovisual, que relata el procés de transformació de l'oliva en oli. A la festa de Sant Antoni es realitza una demostració en viu, oferint als assistents un tast del producte.

## Observacions
Classificat com a Bé de Protecció Parcial al Pla General de Sot de Chera per la Diputació de València.